# Каперы

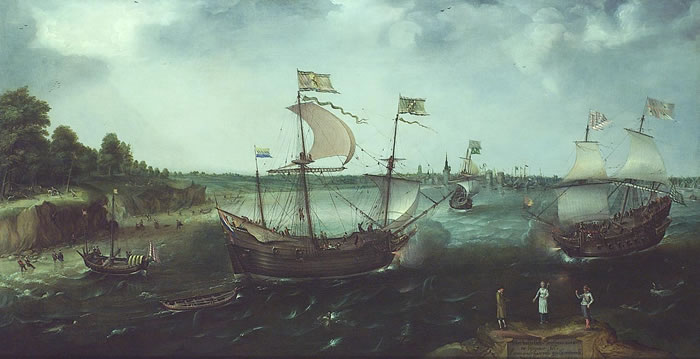
Нападение английского приватира на голландцев, 1616 г.

Ка́перы (нем. Kaper), корса́ры (фр. corsaire), привати́ры (англ. privateer) — частные лица, которые с разрешения верховной власти воюющего государства использовали вооружённое судно (также называемое капером, приватиром или корсаром) с целью захвата торговых кораблей неприятеля (а иногда и судов нейтральных держав). То же название применяется к членам их команд.

## Определение и признаки
Каперов или корсаров как частных лиц, действовавших в рамках права войны, не следует смешивать, с одной стороны, с «крейсерами», или, по современной терминологии, рейдерами — военными кораблями или вспомогательными судами, предназначенными для той же цели, а с другой — с пиратами, морскими разбойниками, действовавшими на свой страх и риск. Основной отличительный и официальный признак каперов (приватиров, корсаров) — каперское свидетельство (фр. lettre de course, англ. letter of marque). Это свидетельство, с одной стороны, позволяло воевать частному судну (оно же приватное, отсюда пошёл термин «приватир»), но с другой стороны, ограничивало круг его целей только враждебными флагами.
В отличие от них, арма́торы (лат. armator — вооружающий, снаряжающий) — это лица, которые снаряжали за свой счёт судно и получали часть дохода от захваченной добычи (и несли часть финансового риска). Одновременно арматор мог быть или не быть капером.

## Термины
Слово «капер» — наиболее раннее, оно вошло в употребление в странах Средиземноморья около IX века. Термин «корсар» появился значительно позже ( начиная с XIV века) и произошёл от итальянского «корса» и французского «ля корс». В средние века употреблялись оба термина. Слово «приватир» появилось ещё позже (первое употребление датируется 1664 годом) и пошло от английского «privateer». Часто термином «приватир» хотели подчеркнуть английскую национальность капера. В Средиземноморье термин «приватир» не прижился, и всякого капера там по-прежнему именовали корсар (фр.), корсаро (ит.), корсарио (исп.), корсари (португ.).
Одними из известнейших каперов являются:
- Фрэнсис Дрейк (Британская империя)
- Питер ван дер Дус[англ.] (Голландская империя)
- Амаро Парго (Испанская империя)
- Хайреддин Барбаросса (Османская империя)

## Происхождение каперства
Изначально допускалось, что частное лицо, материально пострадавшее от иностранцев, могло самочинно взыскивать ущерб с их соотечественников (что в средние века получило название репрессалий). Первый пример такого рода репрессалий на море содержится в описании путешествия египетского жреца Уну-Амона (XII век до н. э.): в ханаанском городе Дор (современный Израиль), принадлежавшем «народу чекер» (возможно, тевкры или сикулы), Уну-Амон был ограблен капитаном своего корабля, которого отказался выдать градоправитель Дора; Уну-Амон вознаградил себя тем, что ограбил первый встречный чекерский корабль.
Начиная с XII века государства каперство позволялось лишь с особого правительственного разрешения (грамота на репрессалии — фр. lettre de représailles). Выдача таких разрешений для действия на суше прекратилась ещё в средние века, но из lettres de représailles развились каперские патенты (фр. lettre de marque, буквально грамота-отметка), с помощью которых правительства пытались контролировать действия своих подданных — частных судовладельцев, старавшихся во время войны между двумя государствами вредить неприятелю на море, причём захваченная ими морская добыча обращалась в их полную собственность.

## Начало регламентации каперства
Первая попытка регламентации каперства со стороны внутреннего законодательства относится к 1288 году, когда арагонский король Альфонс III издал устав, в котором каперам предписывалось брать у Короны патенты и вносить залог в обеспечение того, что они не будут грабить сограждан, нападать на неприятеля во время перемирия или в нейтральных гаванях. Захваченные же суда (призы, фр. prise, от лат. praeda maritima — «захваченное в море») каперы обязывались приводить в порт, из которого они вышли. Со своей стороны, местным судам было предписано возвращать незаконно захваченные трофеи прежним владельцам. Беспристрастие чиновников было гарантировано запретом им участвовать в арматорских предприятиях.
Законы XIV (например, закон Генуи 1313—1316 годов) и XV веков (например, ордонанс 1400 года, изданный французским королём Карлом VI) устанавливают аналогичный порядок каперской деятельности, иногда присоединяя к ним ещё требование от каперов присяги в том, что они не будут вредить согражданам, друзьям и союзникам. Согласно французскому праву, приз должен быть доставлен нетронутым, для удостоверения, что он действительно отнят у неприятеля. За сокрытие приза, разграбление товаров, жестокое обращение с экипажем назначены строгие наказания. За незаконное задержание нейтральных судов — возмещение убытков. В эту эпоху создаются должности адмиралов (во Франции с 1373 года) которым главным образом и поручались вопросы, связанные с каперством (призовая юрисдикция, выдача каперских патентов). Если во Франции все призовые вопросы изначально решал суд адмирала, то в Англии первоначально адмирал заведовал только разделом призов между военными судами, тогда как каперы согласно закону от 1414 года подчинялись особым судьям — «хранителям мира» (conservatores pacis). Закон от 1426 года передал призовую юрисдикцию Королевскому совету, канцлеру и адмиралу или его помощнику.
В XV веке основные требования национальных законов о каперстве были подтверждены международными договорами, и к концу века такие нормы, как требование от каперов обеспечения, неприкосновенность приза до судебного решения и обязательная доставка его в порт, из которого вышел капер, становятся общими нормами международного призового права. Призом могло являться не только враждебное, но и нейтральное судно, если были основания подозревать, что оно осуществляло торговлю с враждебной державой или везло её или для неё товары. А поскольку призовые суды были национальными судами капера, положение капера перед таким судом в споре с нейтралами (выступавшими в роли истцов) было весьма выгодным. Поэтому в дальнейшем нейтральные державы положили много сил на то, чтобы добиться сужения и точного определения понятия «блокады».

## Каперство в Новое время

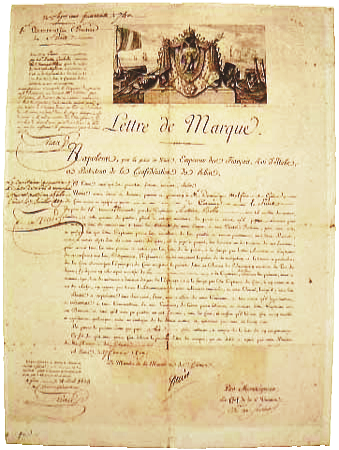
Пример патента на каперство, выданного французскому корсару Антонио Болло 27 февраля 1809 года.

Когда во время морских войн XVII и XVIII веков одной из главных целей войны явилось уничтожение неприятельской торговли, каперы оказались наиболее пригодным для того орудием. Они же наиболее эффективно могли противодействовать вытеснению с международных рынков воюющих держав нейтральными. Поэтому не только неприятельские, но и нейтральные корабли предоставлялись на произвол и расхищение каперов. Так, французский ордонанс 1584 года освобождает каперов от всякой ответственности за причинённые ими убытки и предоставляет им в добычу не только захваченные на нейтральном корабле неприятельские товары, но и сам корабль, мотивируя такое разграбление нейтральных необходимостью поддерживать дух и мужество каперов, — владелец приза терял на него право собственности, если он находился у капера более суток. Ещё дальше пошёл в этом направлении ордонанс Людовика XIV, изданный в 1681 году.
Период блестящих подвигов каперов начинается во время войны Голландии за освобождение. Начиная с 1569 года, голландские каперы, известные в истории как гёзы, крейсировали по всем морям, повсюду захватывая купеческие корабли, но, главным образом, отправлялись к мысу Доброй Надежды для нападения на испанские суда во время их пути в Ост-Индию. Одним из самых известных среди них был — Корнелис Корнелисзоон Йол, который захватывал, угонял и грабил испанские и португальские корабли в больших количествах.
С этого же времени выступают на сцену английские каперы, самым знаменитым из которых является Фрэнсис Дрейк. Его приватирский статус, впрочем, не был признан его жертвой — испанцами. Они настаивали, что Дрейк пират, чему способствовала непоследовательность по отношению к нему Английской Короны.
Французские корсары, нападавшие на испанские корабли, положили начало флибустьерству в Вест-Индии. Вообще главным объектом деятельности корсаров всех трёх наций до середины XVII в. была Испания, монополизировавшая торговлю с Новым Светом.
Во время больших войн Века паруса приватные патенты выдавали все морские державы, но те, кто имел самую обширную морскую торговлю, были менее склонны прибегать к услугам каперов, из опасения, что ответные меры причинят ущерб больший чем доход от каперства. Так, Испания весь период не поощряла каперство. Голландия каперство со второй половины XVII века. Англия по окончании Семилетней войны, а Соединённые Штаты после войны 1812 года.

### Guerre de course

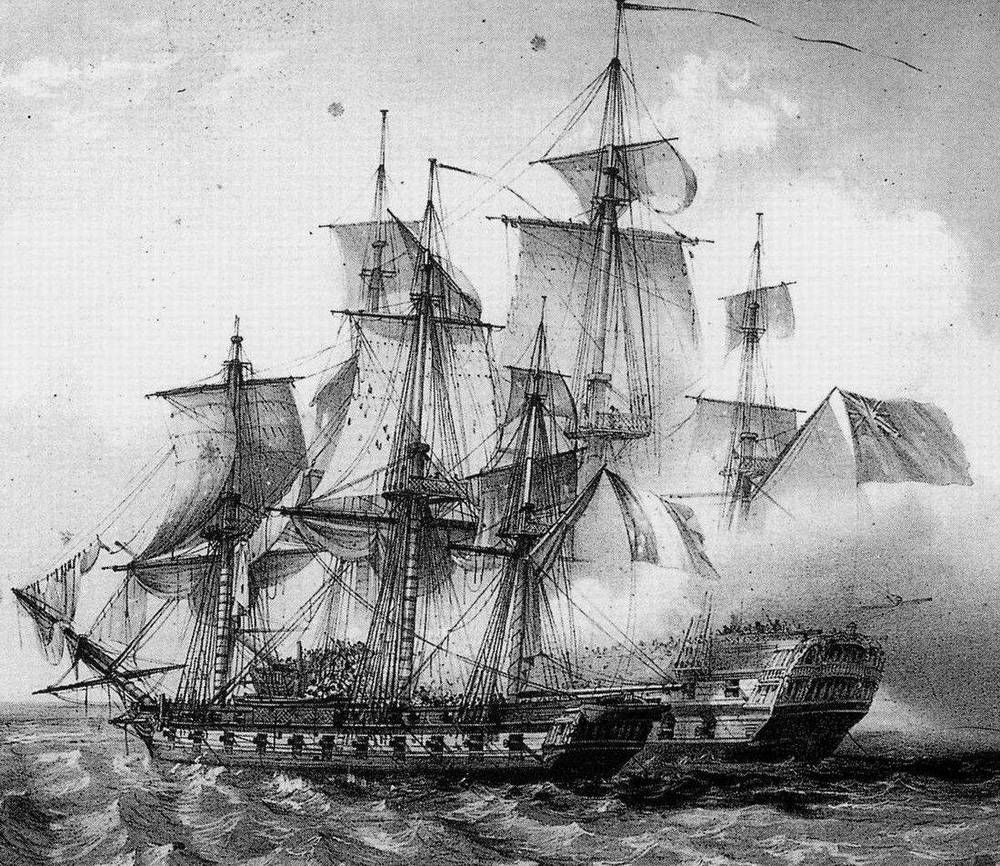
Приватир (корсар) Bellone против ост-индского корабля HEICS Lord Nelson, 14 августа 1803

Франция стояла среди морских держав особняком. В период правления Людовика XIV Франция официально включила корсарство в общую политику строительства флота. Идея состояла в том, чтобы соревноваться с противниками той эпохи — Англией и Голландией — меньшими затратами. В это время во Франции выдвинулись такие корсары, как Рене Дюгэ-Труэн, Жан Бар и Пьер ле Гран. Позже из этой политики зародилась теория крейсерской войны (фр. Guerre de course), популярная во Франции до начала XX века.
Главным портом-базирования французских корсаров в XVII столетии был Дюнкерк, из него они действовали против судоходства в Ла-Манше. Суммарная стоимость призов, доставленных туда во время войн Людовика XIV, составила 22 млн франков. Следующим шёл Сен-Мало, из которого французские корсары часто отправлялись за океан, —  главным образом в Вест-Индию.
Убеждённый сторонник морской мощи (по британскому образцу) Альфред Тайер Мэхэн называл эту политику Франции «величайшим заблуждением». В его утверждении есть несколько резонов:
- Во-первых, каперство было прежде всего бизнесом, который, как всякий бизнес, стремился извлекать максимальную прибыль и свести к минимуму риск. Поэтому естественной целью каперов были торговые суда, «купцы». В большинстве они были слабо защищены или не вооружены вовсе. Та же логика заставляла каперов избегать встреч с боевыми кораблями, где только возможно.
- Во-вторых, каперы строились и вооружались для набеговой тактики, где главным было запугать жертву и убедить её, что сопротивление бесполезно, ещё до боя. Против военного  корабля эта тактика не работает. Guerre de course, по определению, «была и остаётся тактикой слабого».
- В-третьих, даже когда обстоятельства принуждали к бою с военными кораблями, каперы оказывались в невыгодном положении. Они попросту не имели подготовки и дисциплины, необходимой для такого боя, да и не стремились к нему, даже когда превосходили противника в численности команд. Исключения вроде Джона Пола Джонса, во всём стремившегося быть флотским офицером, или Робера Сюркуф, достаточно решительного, чтобы насаждать среди своих людей дисциплину и военную подготовку, были единичными случаями. Примеры решительного отпора, и даже захвата корсарами боевых кораблей, столь любимые французской пропагандой, «только подчёркивают общее правило»: такие действия были нехарактерны и не оправдывали сделанные в корсарскую экспедицию вложения.
- В-четвёртых, сами размеры, конструкция и вооружение каперов не способствовали их успехам против военного корабля. Они были быстры, как правило перегружены парусами и людьми (необходимыми для абордажных и призовых команд), манёвренны, но при этом невелики, низкобортны, легко заливаемы, одним словом, слабо приспособлены для долгого крейсерства. Таким образом, они хорошо годились для нарушения судоходства, но не для борьбы с флотом и не для удержания контроля над морем.

Суммируя, из двух составляющих морского господства — «свободы пользования морем и воспрещения пользования им для противника» — они были полезны для второй, но не для первой. Расчёт Франции, что они помогут одолеть британский флот, был поэтому ошибочен.
С другой стороны, рациональное зерно политики guerre de course было в том, что она могла нанести косвенный ущерб регулярному флоту, подрывая его боеспособность ударами с тыла, по системе снабжения. Практика, однако, показала, что в отсутствие собственного достаточно сильного флота этим можно только отдалить своё поражение, но не одержать победу.

### Тактика слабого
Произвол каперов достиг высшей степени в войнах французской революции и Империи. Согласно энциклопедическому словарю Брокгауза и Ефрона, «особенно прославились в этом отношении каперы Англии, бесчинства которых последовательно оправдывали её призовые суды». Исследования 1990-х годов, однако, говорят, что Британия к тому времени перешла почти полностью к защите торговли, ибо задачу нарушения чужой торговли решала силами регулярного флота.
Характерно также, что самые знаменитые достижения корсаров в это время происходили в Индийском океане (вдали от сильных прибрежных эскадр Британии), хотя там их было крайне мало. Районом наибольшей численности и активности корсаров был Ла-Манш — прямо под носом у англичан. Второе место занимала Вест-Индия. И там и там большинство составляли малые легкие кораблики, а часто и просто большие открытые лодки, не удалявшиеся от берегов. Их успехи были тоже малы, и основной вред они наносили за счёт количества набегов, а не их размаха.
На практике граница между капером (корсаром, приватиром) и пиратом была слишком условна, а стремление к прибыли то и дело толкало её переступить. Поэтому то, что власти и купцы квалифицировали как «бесчинство», сами каперы считали «импровизацией» в пределах правил. Впрочем, случаи откровенного перехода к пиратству тоже бывали, хотя в XVIII веке их было заметно меньше, чем веком-двумя ранее.
Например, Сюркуф, когда сам был корсаром, начинал, не имея патента. Это позволило властям на Иль-де-Франс полностью реквизировать добычу от его первых походов, не выделив ему никаких призовых денег.

### Прибыль и риск

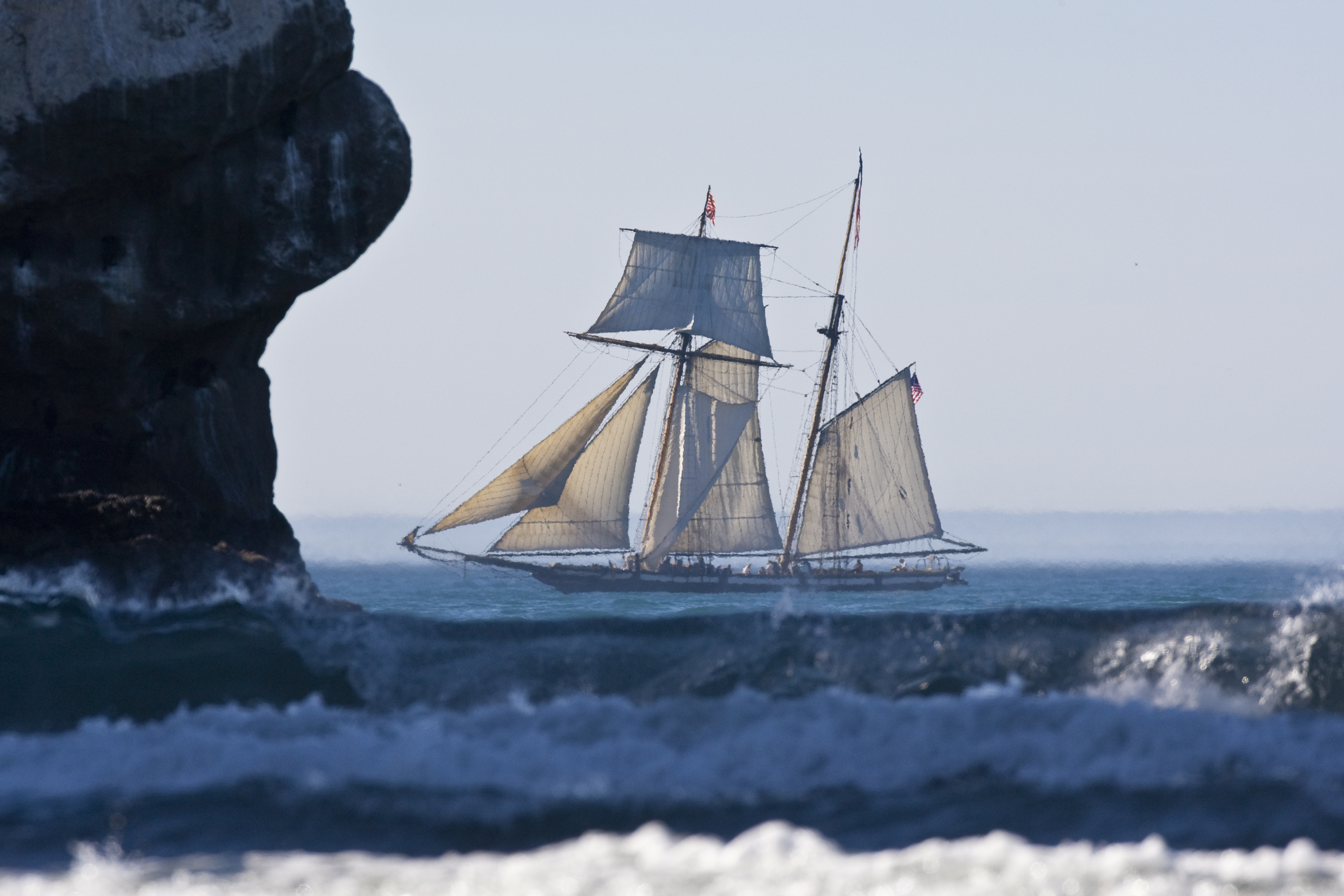
Реплика типичного американского приватира: малые размеры, слишком низкий корпус, высокие, сильно закинутые назад мачты, слишком большая для его водоизмещения парусность

Большинство исследователей согласны, что к каперству обращались, как и к любому виду бизнеса, ради извлечения прибыли. Но из-за специфического характера и высокого профессионального риска по крайней мере один автор пытался представить ситуацию иначе, — будто к каперству прибегали в военное время, когда возможностей для торгового и промыслового судоходства становилось меньше, и возникал избыток тоннажа и безработных моряков. Как примеры приводятся французское корсарство времен Наполеоновских войн и североамериканское приватирство во время морской войны 1812 года.
Иными словами, он представляет приватирство как шаг отчаяния, за неимением лучшего. Хотя в этой теории есть некоторое правдоподобие, особенно если ограничиться двумя примерами выше, она не подтверждается применительно к колониальным войнам Новой Англии, а также к собственно Англии и Голландии. В них не возникало избытка моряков, — наоборот, в военное время флот, приватиры и купцы конкурировали за ограниченное количество моряков. Если же рассматривать занятые в каперстве суда, наблюдается большое число кораблей-каперов специальной постройки. Исходя из положения об избыточном тоннаже, такое необъяснимо.
Лучше подходит теория, что торговые и промысловые суда строились для долгих рейсов и большого количества груза. Это означало прочные, тяжелые и пузатые корпуса, неспособные на хорошую скорость или манёвренность. Это же означало экономное парусное вооружение, с которым могла справиться команда в 30 человек или меньше. От успешного капера же требовались скорость, способность ходить круто к ветру, и достаточно неприметная издали внешность, чтобы до последнего момента не провоцировать бегство жертвы или преследование военными. Вблизи, ровно наоборот, он должен был впечатлять большим количеством людей (200 и более), их вооружением и готовностью драться. Для всего этого подобрать готовый корпус было затруднительно (даже среди военных кораблей), поэтому арматоры шли на постройку по специальных судов. Это согласуется с задержкой по времени, от 4 месяцев до года, между объявлением каждой очередной войны и подъёмом приватирства.
Самый примитивный способ превращения судна в приватир — увеличение команды за счёт добровольцев и вооружение её стрелковым и холодным оружием. К этому могли добавиться установка одной-двух легких пушек и пары фальконетов. Большинство обходились и без них. Здесь снова выступает баланс между вложением и отдачей: лучше вооружённый и оснащённый капер специальной постройки потенциально обещал больше дохода, но риск предприятия означал, что и потери в случае неудачи будут больше.
В целом, согласно данным о выдаче патентов и приговорам призов, на каждого успешного и известного приватира или корсара, приходилась дюжина скромных неудачников, сводивших концы с концами в прибрежных водах. Но и там добыча не всегда была легкой. Если купцы, а особенно ост-индские, редко могли отразить нападение, то это не значит, что они и не пытались. Например, Сен-Мало в период Революционных войн, то есть с 1793 по 1801 год регистрировал ежегодно от 5 до 31 корсарского патента, на которые в среднем приходилось по 1,5 захваченных приза. При этом потери в числе каперов колебались от 30 до 100% в год. Во время следующей войны, в 1803—1814 годах успехи были ещё скромнее: от 4 до 25 патентов ежегодно, в среднем менее одного приза на каждый, а потери доходили до 70 % в год.
Самым показательным (и хорошо документированным) примером является тот же Робер Сюркуф, — когда он в 1803 году перестал ходить в море и стал арматором, он оснастил последовательно 11 судов, выполнивших 14 походов. Из них 7 были полностью убыточны, в том числе 2 похода не принесли ни одного приза. 1 корсар не взял вообще ничего и был списан, и только 3 принесли возврат на сделанные вложения. Однако один приватир-звезда — Marsouin — принесший прибыль свыше 200 000 ливров, перекрыл затраты и окупил все предприятие. Для сравнения, оснащение судна в 120—200 тонн стоило порядка 220 000 ливров. А лучше всех оснащённый Napoleon обошёлся в 346 000 ливров.
Одной такой звезды бывало достаточно, чтобы находились желающие сделать деньги на арматорстве, а равно и охотники пополнить команды. В общем, несмотря на высокий риск, большие вложения и ореол военной славы, каперство было именно бизнесом, организуемым ради прибыли. Но этот бизнес был сродни лотерее, — большинство инвесторов (как ныне бы сказали) потеряли все, немногие заработали кое-что, в то время как всеобщее внимание было приковано к единичным крупным призам. Стоит напомнить, что за войну было уничтожено 700 французских корсаров, и 20 000 человек из числа их команд оказались в плавучих тюрьмах, либо в камерах на суше.

### «Свобода торговли и права моряка»
Переходя к американским приватирам 1812—1814 годов, можно обнаружить несколько особенностей:
- приватиры были основной силой, которой молодые Соединённые Штаты вели морскую войну. Регулярный флот США был малочислен, и страдал от британской блокады ещё больше.
- из тех, кого историки именуют приватирами, многие были просто торговыми судами, взявшими патент (получить его было легко и недорого). Они получали прибыль как обычные купцы, от перевозимых грузов, а нападали на противника только при случае, — т. е. были прорывателями блокады. Истинные приватиры, выходившие в море с единственной целью захватывать суда противника, составляли меньшинство.
- американцы рассматривали себя как борцов за свободную торговлю, прорывателей блокады, и потому не делали большого различия между перевозкой грузов, контрабандой и захватом чужих грузов.
- ко всему этому добавлялся вопрос о британском прессе, и отсюда о статусе натурализованных в Соединённых Штатах британских моряков, которых Великобритания считала дезертирами. Поэтому лозунг «свобода торговли и права моряка» был одним из популярнейших в США, когда они начали войну, его несли на флаге и военные корабли, например USS Chesapeake.

## Каперство в России
Впервые Россия прибегла к услугам каперов ещё в XVI веке при Иване Грозном. Захватив в 1558 году в ходе Ливонской войны Нарву, русский царь сделал её главными торговыми воротами в Россию. Товарооборот Нарвы рос быстрыми темпами, количество заходящих в порт судов достигало 170 в год. Потерявшие доходы с транзита русских товаров Швеция и Польша развернули в Балтийском море широкую каперскую деятельность против судов идущих в Нарву. С целью противодействия им Иван Грозный в марте 1570 года выдал «царскую грамоту» (каперский патент) датчанину Карстену Роде. Грамотой был определён порядок дележа добычи, назначено жалование команде, приказано «…воеводам и приказным людям, того атамана Карстена Роде и его скиперов, товарищей и помощников в наших пристанищах на море и на земле в береженье и в чести держать». Купив и оснастив на царские деньги корабль, Роде действовал достаточно эффективно, уже к сентябрю собрав эскадру в 6 судов и нанеся шведским и польским купцам значительный ущерб. Команды кораблей Роде пополнял как датчанами, так и архангельскими поморами, стрельцами и пушкарями Пушкарского приказа. Первоначально планировалось базирование кораблей Роде в Нарве, но близость к боевым действиям изменила планы и эскадра базировалась в основном в портах союзника Ивана Грозного — датского короля Фредерика II. Всего им было захвачено 22 судна общей стоимостью вместе с грузами в полмиллиона ефимков серебром. Швеция и Польша посылали специальные эскадры для поиска и поимки Роде, но успеха не имели.
Однако в сентябре 1570 года начались датско-шведские переговоры об окончании войны. В результате Роде оказался не нужен одному из своих покровителей — королю Фредерику II. Кроме того, деятельность эскадры значительно ухудшила торговую активность в Балтийском море, снизив доходы датской казны от взимания пошлины за проход судов через пролив Зунд. В октябре 1570 года в Копенгагене под предлогом нападения на датские суда Роде был арестован, команды разогнаны, а корабли и имущество отобраны в казну.
Повторно Россия прибегла к услугам каперов во время первой своей морской войны — Великой Северной войны при Петре I. В «Материалах для истории русского флота» (т. II, № 1334) напечатан Сенатский указ 1716 года о выдаче поручику Ладыженскому и подпоручику Лауренсу Берлогену паспортов, чтобы им «каперить» шведские суда на шнявах «Наталье» и «Диане»; там же есть указание на порядок раздела призов, причем необыкновенно значительный процент (62 %) определён в пользу казны. Декларация 1716 года обещала нейтралам такое же положение, какое им предоставлено будет Швецией; но ввиду строгих мер Швеции и «для показания всему свету нашей умеренности» 28 июня 1719 была издана декларация о дозволении подданным Великобритании и Нидерландов свободно торговать со Швецией. В этой декларации говорится о том, чтобы арматоры брали только те нейтральные корабли, на которых будет военная контрабанда; таковые корабли было велено каперам «в наши пристани приводить и по суду яко добрые призы декларировать».
Морской устав 1720 года содержит процедуру ареста приза, определение вознаграждения и его раздел между участниками экспедиции; отдавшихся в плен запрещается лишать жизни; оговаривалось, что эти правила распространяются и на призы, сделанные «капером от партикулярных людей на свои деньги вооружённым». Правила эти воспроизведены в регламенте адмиралтейской коллегии 1765 года, а дальнейшее развитие получили в договорах, заключённых Екатериной II с иностранными государствами. С началом Русско-турецкой войны 1787 года были изданы «Правила для партикулярных корсеров», именно для греков, каперствовавших на Средиземном море под русским флагом. Эти правила либеральнее к нейтралам, чем другие регламенты того времени. Согласно правилам, призовым судом была особая комиссия при русском флоте, а до её прибытия — дипломатические агенты России в Венеции и Неаполе, куда и должны были доставляться призы. Апелляционной инстанцией был император. С началом русско-французской войны 1805 года адмирал Сенявин с разрешения правительства выдавал каперские свидетельства жителям Ионических островов; в 1806 году появились новые правила о призах. Эти правила, дополненные в 1819 году, имели в виду, главным образом, решение вопросов о вознаграждении каперов и неосновательно потерпевших владельцев.

## Отмена каперства в Европе
Громадный вред, причинявшийся каперством всемирной торговле, вызвал движение в пользу отмены каперства уже в середине XVIII в. Первым из публицистов, восставших против каперства, был аббат Мабли (1761). Трактат 1785 года, заключённый с Пруссией Франклином от имени США, отменял каперство. Во Франции Законодательное собрание по инициативе депутата Керсена сделало в 1792 году попытку достигнуть общеевропейского соглашения об отмене каперства, но не встретило поддержки в других державах. Не имела успеха, главным образом вследствие противодействия Англии, и попытка уничтожить каперство, сделанная Францией (1823) во время войны с Испанией, равно как переговоры, начатые в том же году президентом США Монро, предлагавшим не только уничтожить каперство, но и признать неприкосновенность неприятельской собственности на море. 1848 год был свидетелем первой войны (между Данией и Пруссией), обошедшейся без каперства.
Во время Крымской войны также не были допущены каперы: Франция и Англия, находя, что для уничтожения русской торговли достаточно и военных крейсеров, которыми располагали союзники, опасались заведения Россией каперов. При самом начале военных действий английское правительство вступило с США в переговоры об отмене каперства, опасаясь, что Россия прибегнет к услугам американцев, выдав им от себя каперские свидетельства, — но получило ответ, что опасения эти лишены основания, так как законы Штатов запрещают их гражданам принимать каперские свидетельства от воюющих держав, когда Союз остаётся нейтральным. Со своей стороны Англия и Франция декларациями от 28 и 29 марта 1854 года отказались от выдачи каперских патентов против России, мотивируя это решение желанием по возможности уменьшить бедствия войны. Одновременно с этим большинство нейтральных государств обнародовало декларации, в которых содержалось более или менее безусловное запрещение каперам входить в гавани, особенно с призами. Так как английское и французское каперство не предвиделось, то меры эти, очевидно, были направлены против России, каперы которой были бы поставлены в затруднение тем более, что русские порты были блокированы. По всем этим обстоятельствам Россия и воздержалась от выдачи каперских патентов, хотя и составлено было для них особое положение 4 января 1854 года. Положением этим было постановлено, что патенты могут выдаваться только русским подданным, а объектом для нападения со стороны каперов должна быть по преимуществу неприятельская публичная собственность и только те суда нейтральных государств, которые занимаются подвозом военной контрабанды и посягают на нарушение блокады. Вместе с тем точно определялась имущественная и личная ответственность каперов, а по прекращении военных действий поднят был на Парижском конгрессе вопрос о совершенном уничтожении каперства, причем представители Англии, которая до того противилась всяким попыткам в этом направлении, охарактеризовали каперство, «как организованный и узаконенный морской разбой». Уничтожение каперства Англия поставила как необходимое условие признания ею свободы нейтральной торговли. Первая статья Парижской декларации о морском праве 16 апреля 1856 года объявила каперство навсегда уничтоженным, к чему присоединились все европейские и американские государства, за исключением Испании, США, Мексики, Боливии, Венесуэлы, Новой Гранады и Уругвая.

## Каперство после 1856 г
Мотивы, по которым Соединённые Штаты, постоянно высказывавшиеся против каперства, отказались присоединиться к первой статье Парижской декларации, изложены в ноте государственного секретаря Мерси. Мерси находит, что Парижская декларация, уничтожив каперство, но сохранив за крейсерами право захвата торговых судов, остановилась на полдороге, что при таких условиях отмена каперства является выгодной только для государств, обладающих сильным военным флотом (как Англия, напр.), и весьма опасным для государств, которые лишь при помощи каперов могут уравновесить свои силы с силами более могущественного на море противника, нанести вред последнему и защитить свою морскую торговлю. Ввиду этого Мерси заявил, что Соединённые Штаты готовы присоединиться к Парижской декларации, если она будет дополнена в смысле признания неприкосновенности неприятельской собственности на море. Но именно Англия воспротивилась принятию этой «поправки Мерси». В 1861 году правительство США, располагая, сравнительно с южной Конфедерацией, большим военным флотом, вступило в переговоры с европейскими державами о присоединении к Парижской декларации, желая этим путём преградить южанам возможность завести каперства. Переговоры эти остались без результата; тем не менее президент Линкольн не воспользовался данным ему полномочием выдавать каперские патенты. Каперы Юга — «Алабама», «Флорида», «Шенандоа», — не будучи в состоянии вследствие блокады доставлять призы в отечественные порты, снимали с захваченных судов все, что можно было увезти, самые же суда топили и навели такой ужас на купцов Северных Штатов, что те стали распродавать свои суда англичанам. По окончании междоусобной войны, когда отношения США и Англии были до того натянуты, что война между ними казалась неизбежной (см. Дело «Алабамы»), переговоры о присоединении Штатов к Парижской декларации не были возобновлены.
В последний раз каперы были пущены в ход во время войны 1879-80 гг. между Перу и Боливией, с одной, и Чили — с другой стороны. Однако в те же годы были попытки восстановить каперство в форме, более близкой к крейсерству (рейдерству). В 1870 год Пруссия, в виду Франко-прусской войны, учредила «морскую милицию» (freiwillige Seewehr), что Франция опротестовала перед Англией, усматривая в этом восстановление каперства; но поскольку «морская милиция» подчинялась командованию военно-морских сил, то английские коронные судьи признали её правомерной, сравнив с волонтёрами сухопутной армии. В 1878 году, когда Россия и Англия оказались на грани войны, в русском обществе также проявилось сильное движение в пользу восстановления каперства, и в результате был создан Добровольный флот, который впрочем имел команды из военных моряков, состоящие под началом флотских офицеров.

## Правовое регулирование каперства в XIX веке
Основные положения каперского права к концу XIX века сводились к следующему.
Каперские свидетельства могут быть выдаваемы только воюющими державами; дружественное государство, заведшее каперов, нарушает этим свой нейтралитет. Каперское свидетельство может быть выдаваемо сувереном или лицом, особо к тому уполномоченным. Действительны каперские свидетельства и незаконного фактического правительства, если только оно способно охранять права нейтральных от возможных злоупотреблений своих каперов — и, наоборот, недействительны свидетельства законного государя, фактически утратившего власть. Каперские свидетельства могут быть выдаваемы и иностранцам, подданным нейтральных государств, если не препятствуют тому договоры; но обыкновенно нейтральные правительства запрещают своим подданным выступать в качестве каперов. В войне с Мексикой 1847 года США объявили, что будут считать пиратом всякого капера, не состоящего в подданстве Мексики. Каперы не могли быть снаряжаемы в нейтральных водах, как это признано Вашингтонским трактатом 1871 года (по поводу алабамского дела). Выдача каперских свидетельств совершается не иначе, как по представлении залога (по русским правилам 1787 года — 20000 рублей, по правилам 1788 года — 10000 рублей) в обеспечение гражданской ответственности арматора. Если арматор не отправляется лично на промысел, а нанимает капитана (в XVII—XVIII веках каперы снаряжались специальными коммерческими компаниями), то последний ответствует солидарно с первым (французская практика). Арматор, по общему правилу, ответствует не только залогом, но и всем своим имуществом.
Вопрос об ответственности правительства за действия капера относительно нейтральных не получил прямого разрешения ни в законах, ни в практике. Каперские свидетельства всегда ограничены известным сроком, во всякое время могут быть взяты обратно и не могут быть переуступаемы. Каперы обязаны соблюдать правила войны; попав в плен, они пользуются правами военнопленных. Захваченные суда и товары они обязаны представить в установленный призовой суд для определения законности приза; при этом на них распространяются все правила призового судопроизводства и права, принятые для крейсеров, за исключением двух пунктов:
1. каперы не могут брать призов, преследуя их в неприятельских реках;
2. в случае совокупного приза, то есть захвата, совершённого несколькими судами, в разделе приза участвуют только каперы, принимавшие активное участие в захвате.

Если торговое судно, не имеющее каперского свидетельства, захватит в плен напавшее на него неприятельское судно, то этот захват не установляет приза: захваченное судно поступает в собственность государства, а взявший его (capteur) может только просить о вознаграждении (ст. 380 Указа Торгового, Св. Зак. т. XI, ч. 2, изд. 1887 г.). Ввиду этого, кроме каперских свидетельств, возникли ещё так называемые lettres de commission или commission en guerre et marchandise, которые выдаются купеческим судам, не посвящающим себя специально каперству, но не желающим отказаться от возможности при удобном случае захватить приз.
Капер признаётся пиратом:
- если он взял свидетельство от обеих воюющих сторон или даже от нескольких союзных государств (в последнем случае капер своевольно может изменять свою призовую подсудность);
- если он брал призы по истечении срока каперского свидетельства или по окончании войны;
- если он не соблюдал правил войны и сражался под ложным флагом;
- если он брал призы в нейтральных водах;
- если не доставлял призов в призовой суд.

Регламент о призах, выработанный в 1882 году Институтом международного права, содержит в себе общее запрещение каперства, но признавал допустимость его как реакции против воюющей стороны, решившейся на выдачу каперских патентов; при этом регламент запрещал прибегать к услугам иностранных подданных. Фактически, однако, каперство более не использовалось, отчасти по техническим причинам: действительно, в XX веке переделывать торговые суда в сколько-нибудь боеспособные военные было гораздо затруднительнее, чем в более ранние времена.